# Göckelkamm
Göckelkamm är en bergstopp i Antarktis. Den ligger i Östantarktis. Norge gör anspråk på området. Toppen på Göckelkamm är 2 182 meter över havet.
Terrängen runt Göckelkamm är kuperad norrut, men söderut är den platt.  Trakten är obefolkad. Det finns inga samhällen i närheten. 